# Johnson Creek
Pour les articles homonymes, voir Johnson Creek (homonymie).
Le Johnson Creek est un cours d'eau de la région de Portland dans l’Oregon. Il prend sa source dans les contreforts de la Chaîne des Cascades, puis traverse les villes de Greesham, Portland avant de se jeter dans la rivière Willamette à Milwaukie. Après avoir subi une forte pollution, depuis les années 1980 elle bénéficie de plusieurs actions pour restaurer son biotope et son écosystème favorables aux saumons et autres poissons migrateurs.

## Géographie
Le Johnson Creek prend sa source à Boring (en), ville située dans les contreforts de la Chaîne des Cascades, puis traverse le comté de Clackamas et le comté de Multnomah avant de traverser les villes de Greesham et de Portland. 175 000 personnes habitent dans son bassin, les zones industrielles de Greehsham et Portland ont participé à la pollution de la rivière.

## Histoire
Avant l'arrivée des premiers colon vers 1840, le territoire est occupé par le peuple amérindien Chinook dont le clan des Clackamas (en). Les historiens datent l'arrivée des premiers habitants du bassin de Portland / Willamette aux abords du Xe ou IXe siècle avant notre ère, Il s'agit de chasseurs-cueilleurs pratiquant la pêche du saumon et de l’esturgeon,  la chasse des cervidés et autres gibiers, et de la cueillette des noix, baies et racines diverses. La variole et la rougeole apportées par l'arrivée des trappeurs, missionnaires et colons au XIXe siècle déciment selon les endroits entre 50 et 90 % des populations autochtones. En 1855, il ne reste plus que 88 Clackamas qui peu à peu vont disparaitre comme peuple distinct  pour se fondre dans la population générale,.
À partir de 1840, des colons s’installent, défrichent les forêts, assèchent les marais, établissent les scieries et des cultures irriguées par le Johnson Creek qui tire son nom de William Johnson, qui en 1846 construit une scierie mue par un moulin à eau le long de la rivière,.

## Protection de l'écosystème
En 2012 s’achèvent les travaux de la zone naturelle de la plaine de Foster (en) visant à améliorer l'habitat des poissons et de la faune le long  du Johnson Creek notamment pour les saumons, les truites et les lamproies .